# Salsola cauliflora
Salsola cauliflora är en amarantväxtart som beskrevs av Viktor Petrovitj Botjantsev. Salsola cauliflora ingår i släktet sodaörter, och familjen amarantväxter. Inga underarter finns listade i Catalogue of Life.